# Enterprise (travhäst)
Enterprise, född 3 april 2014 på Diamond Creek Farm i Wellsville i Pennsylvania, är en amerikansk varmblodig travhäst. Han tränas av Stefan Melander sedan december 2017. Han ägs av Stall Courant som utgörs av Anders Ström, Hans Backe och Lasse Granqvist.
Enterprise började tävla 2016 i Nordamerika, där han tränades av Marcus Melander. Han inledde karriären med sex raka segrar. Han har till november 2018 sprungit in 3,5 miljoner kronor på 30 starter varav 9 segrar, 4 andraplatser och 3 tredjeplatser. Bland hans främsta meriter räknas andraplatser i Grosser Preis von Deutschland (2018) och Axel Jensens Minneslopp (2018) samt tredjeplatser i Hambletonian Stakes (2017) och Konung Gustaf V:s Pokal (2018).

## Karriär

### Säsongen 2018
Enterprise gjorde debut på svensk mark och i Stefan Melanders regi på sin födelsedag den 3 april 2018 på den nya hemmabanan Solvalla. Han kördes av sin nya kusk Per Linderoth och de slutade på fjärdeplats. Nästa start gjordes den 11 april i ett försökslopp av Norrlands Grand Prix på Bergsåkers travbana. Han vann loppet efter en upploppsstrid med Transcendence och Robert Bergh. Den 12 maj 2018 kom han på tredjeplats i Konung Gustaf V:s Pokal på Åbytravet.
Under Elitloppshelgen 2018 deltog han i Fyraåringseliten, men slutade oplacerad i loppet. Nästa uppgift blev Sprintermästaren den 5 juli på Halmstadtravet, där han kördes av Björn Goop. Han vann försöksloppet närmast före loppets favoritspelade häst Super War Horse. I finalen slutade han på fjärdeplats  efter att ha travat i ledningen.
Den 14 oktober 2018 kom han på andraplats i Grosser Preis von Deutschland.